# Thierry Amiel
Thierry Amiel (n. Marsella; 18 de octubre de 1982) es un cantante francés. Se dio a conocer a través del concurso de televisión Nouvelle Star, del que fue finalista en su primera edición.

## Biografía
Tercero de seis hermanos, Thierry Amiel pasó toda su infancia en Auriol, población cercana a Marsella. A los 13 años comienza a recibir clases de canto, donde aprende las técnicas elementales. En el año 2001 decide abandonar sus estudios de psicología dispuesto a dedicarse a la música, y al año siguiente su hermano Eddy le propone inscribirse al castin de la primera edición del programa Nouvelle Star. Tanto su físico como el particular tono de su voz provocaron un rápido aumento de su popularidad, y le generaron muchos seguidores, así como también un buen número de detractores. Su segundo puesto final suscitó un verdadero debate nacional en Francia. Su paso por el concurso le ha permitido situarse como una de los jóvenes con mayor proyección dentro del panorama musical francés.

## Carrera musical
A raíz de su paso por Nouvelle Star, Thierry Amiel lanza su primer sencillo, Les mots bleus, una versión del clásico de Christophe que obtuvo una gran acogida por parte del público. El disco, Paradoxes, en parte escrito por Lionel Florence (uno de los miembros del jurado de Nouvelle Star), alcanza el tercer puesto de ventas en Francia la semana de su salida y alcanzará los 190.000 ejemplares vendidos. El siguiente sencillo, Je regarde là-haut, compuesto por Calogero, no consigue sin embargo alcanzar el mismo éxito. En 2004 realiza una gira con llenos, entre otros, en el Bataclan y el Casino de Paris.
En noviembre de 2006 sale a la luz Thierry Amiel, su segundo álbum, en el que se desmarca completamente de su imagen de producto de concurso de telerrealidad. El primer sencillo, Cœur Sacré, compuesto por Daniel Darc, excantante del grupo Taxi Girl en los años 80, entre los 6 sencillos más vendidos y entre los 11 más descargados en Internet. El disco alcanza el puesto 16 en las listas de ventas de Francia.

## Discografía

### Álbumes
- Paradoxes (2003)
- Thierry Amiel (2006)

### Singles
- Les mots bleus (2003)
- Je regarde là-haut (2003)
- Cœur sacré (2006)
- De là-haut (2007)
- Où vont les histoires?(2009)